# Neoharriotta pumila
Espèce
Statut de conservation UICN

 LC  : Préoccupation mineure
Neoharriotta pumila est une espèce de poissons de la famille des Rhinochimaeridae. Elle est présente dans le nord-ouest de l'Océan Indien.

## Systématique
L'espèce Neoharriotta pumila a été décrite en 1996 par Dominique A. Didier (d) et Matthias F. W. Stehmann (d),

## Répartition
Neoharriotta pumila se rencontre, jusqu'à 380 m de profondeur, dans l'océan Indien au large des côtes de la Somalie et de l'île de Socotra.

## Description
Neoharriotta pinnata peut mesurer jusqu'à 72,8 cm de longueur totale.

## Étymologie
Son épithète spécifique, du latin pumila, pumilus, « de petite taille », fait référence à sa taille adulte comparativement aux autres espèces de cette famille.

## Publication originale
- (en) Dominique A. Didier et Matthias Stehmann, « Neoharriotta pumila, a New Species of Longnose Chimaera from the Northwestern Indian Ocean (Pisces, Holocephali, Rhinochimaeridae) », Copeia, Société américaine des ichtyologistes et des herpétologistes, vol. 1996, no 4,‎ 27 décembre 1996, p. 955-965 (ISSN 0045-8511 et 1938-5110, OCLC 1565060, DOI 10.2307/1447658, JSTOR 1447658).